# Alexander Schmidt (Fußballtrainer)
Alexander Schmidt (* 23. Oktober 1968 in Augsburg) ist ein deutscher Fußballtrainer.

## Karriere als Spieler
Schmidt kam während seiner aktiven Zeit als Fußballspieler lediglich auf Einsätze in der 3. oder einer niedrigeren Liga. Nach seiner Jugendzeit beim FC Augsburg gehörte er zunächst dem Bayernligakader der Fuggerstädter an. Später spielte er für die TSG Augsburg, den SV Thierhaupten in der A-Klasse (heute Kreisliga), den TSV Schwaben Augsburg, den FC Canavese in der italienischen Serie C2, den TSV Bobingen, TSV Dasing, FC Pipinsried und den TSV Hilgertshausen. Außerdem übernahm er in der Saison 2002/03 zusätzlich zu seiner Tätigkeit bei 1860 München auch das Spielertrainer-Amt bei der Spiel- und Sportvereinigung (SSV) Höchstädt. Das legte Schmidt allerdings noch vor der Winterpause nieder.

## Karriere als Trainer
2000 wurde er Trainer der B-Jugend beim FC Augsburg. Nach zwei Jahren wechselte er nach München-Giesing zum TSV 1860 München. Bei den Münchner Löwen war er in den folgenden Jahren Trainer in den Nachwuchsklassen U16, U17 und U19. In dieser Zeit trainierte er unter anderem die späteren Nationalspieler Lars und Sven Bender, Peniel Mlapa, Moritz Leitner und Kevin Volland.
Zur Spielzeit 2010/11 wurde Schmidt Trainerassistent von Reiner Maurer bei der Zweitligamannschaft von 1860. Diesen Posten hatte er nominell auch in der nachfolgenden Saison 2011/12 inne. Allerdings war er neben Wolfgang Schellenberg und Denis Bushuev nur dritter Co-Trainer, da er gleichzeitig an der Hennes-Weisweiler-Akademie die Ausbildung zum Fußballlehrer absolvierte, die er im Frühjahr 2012 erfolgreich abschloss.
Zur Spielzeit 2012/13 wurde Schmidt Cheftrainer der U-21 in der Regionalliga Bayern. Nach anfänglichen Schwierigkeiten hielt sich die Mannschaft unter seiner Leitung im oberen Tabellendrittel.
Am 18. November 2012 wurde Schmidt Nachfolger von Reiner Maurer als Cheftrainer der Zweitligamannschaft des TSV 1860, nachdem dieser aufgrund mangelnden Erfolges beurlaubt worden war.
Am 6. Spieltag in der Saison 2013/14 wurde Schmidt nach der 0:2-Niederlage gegen den SV Sandhausen suspendiert. Sein Nachfolger wurde Friedhelm Funkel.
Zur Spielzeit 2014/15 verpflichtete der SSV Jahn Regensburg Schmidt als Cheftrainer. Am 9. November 2014 wurde er jedoch aufgrund des ausbleibenden sportlichen Erfolgs beurlaubt. Sein Nachfolger wurde Christian Brand.
Ab 2015 arbeitete er zunächst als Scout für den VfB Stuttgart, danach gehörte der sportlichen Leitung des schwäbischen Bundesligisten an. Im Januar 2017 wurde er Trainer der U-19-Jugend der SpVgg Unterhaching.
Mit 1. Juli 2017 wechselte er nach Österreich zum FC Red Bull Salzburg, wo er Trainer der U-16-Mannschaft der Akademie wurde. Zur Saison 2018/19 übernahm er die U-18-Mannschaft der Salzburger. In der Winterpause jener Saison verließ er den Verein.
Zur Saison 2019/20 wurde er Trainer des österreichischen Bundesligisten SKN St. Pölten. Im März 2020 trennten sich die Niederösterreicher von Schmidt, der Verein lag zu jenem Zeitpunkt auf dem letzten Tabellenplatz.
Zur Saison 2020/21 kehrte Schmidt nach Deutschland zurück und wurde Trainer des Drittligaaufsteigers Türkgücü München. Anfang Februar 2021 trennte sich der Verein von Schmidt, nachdem man fünfmal hintereinander sieglos geblieben war. Der Aufsteiger hatte zu diesem Zeitpunkt aus 23 Spielen 33 Punkte geholt und stand im oberen Mittelfeld der Tabelle. Schmidt kommentiere seine Entlassung später aufgrund der für einen Aufsteiger eigentlich guten Tabellenposition als „Witz“.
Ende April 2021 übernahm Schmidt bis zum Saisonende Türkgücüs Ligakonkurrenten Dynamo Dresden als Nachfolger von Markus Kauczinski. Dynamo Dresden stand nach dem 34. Spieltag nach nur fünf Punkten aus den letzten sechs Spielen zwei Punkte hinter dem Aufstiegsrelegationsplatz und vier Punkte hinter einem direkten Aufstiegsplatz, hatte aber noch zwei Nachholspiele zu absolvieren, in denen sie unter Schmidt sechs Punkte einfuhren. Schmidt wurde mit Dynamo Dresden Meister der 3. Liga 2021. Deswegen erhielt er dort einen Vertrag bis 2023. Am 1. März 2022 trennte sich der Verein von Schmidt. Die Mannschaft war zuvor in sieben Ligaspielen in Folge sieglos geblieben, stand nach dem 24. Spieltag der Saison 2021/22 mit 26 Punkten auf dem 14. Platz und hatte einen Punkt Vorsprung auf den Abstiegsrelegationsplatz.
Zur Saison 2022/23 übernahm Schmidt in der viertklassigen Regionalliga Südwest die Kickers Offenbach als Nachfolger von Sreto Ristić, wurde aber bereits nach acht Spieltagen im September 2022 wieder entlassen.
Am 1. Juli 2023 übernahm Schmidt die U-18 des österreichischen Bundesligisten SK Austria Klagenfurt; er schied dort aus, um am 18. August 2024 den Süd-Bayernligisten TSV Landsberg zu übernehmen und dort zugleich als Projektleiter des „Jugend-Campus“ zu fungieren.

## Privates
Schmidt hat einen Sohn und eine Tochter. Er lebt getrennt von seiner Frau.